# Luca Verna
Luca Verna (Lanciano, 21 giugno 1993) è un calciatore italiano, centrocampista del Trapani.

## Carriera
Nato a Lanciano ma originario di Sant'Eusanio del Sangro, inizia a giocare a calcio proprio nella Virtus Lanciano, dove rimane fino a 17 anni, al 2010, quando passa in prestito per una stagione nelle giovanili del Chievo. Ritornato alla Virtus nell'estate 2011, ottiene le sue prime esperienze in prima squadra. Il 9 novembre 2011 segna un gol, quello dell'1-1 al 70' nel successo per 2-1 sul campo del Chieti in Coppa Italia Lega Pro. Esordisce in campionato (Prima Divisione) il 22 gennaio 2012, a 18 anni, quando Carmine Gautieri lo schiera titolare nella gara casalinga contro il Prato, finita 0-0. Ottiene in totale 5 presenze in una stagione conclusa con il 4º posto nella stagione regolare e con il successo nei play-off, ottenuto sconfiggendo in finale il Trapani, che porta i frentani per la prima volta nella loro storia in Serie B.
Nella stagione 2012-2013 passa in Seconda Divisione al Chieti, con cui debutta il 5 agosto nel 1º turno di Coppa Italia, entrando all' 87' del successo esterno per 3-0 sul campo dell'AlbinoLeffe. L'esordio in campionato avviene il 2 settembre, alla prima giornata, in trasferta contro il Pontedera, quando gioca titolare nella gara vinta per 1-0. Il 3 febbraio va in rete per la prima volta, portando in vantaggio i suoi dopo 5' in casa contro il Melfi in Seconda Divisione, gara poi finita 1-1. Chiude con 31 partite giocate e 2 gol, chiudendo al 4º posto, venendo sconfitto in semifinale play-off da L'Aquila. Tornato a Lanciano per fine prestito, vi resta per la prima metà di stagione, senza mai trovare spazio. A fine calciomercato invernale ritorna allora al Chieti, dove gioca 10 volte in una stagione più sfortunata della precedente, terminata con un 15º posto e conseguente retrocessione in Serie D.
A fine calciomercato estivo 2014, la Virtus Lanciano lo manda ancora una volta in prestito, stavolta al Grosseto in Lega Pro. Fa il suo esordio con i maremmani il 6 settembre, alla seconda di campionato, entrando all' 86' della vittoria esterna per 3-1 sul Teramo. Segna le sue prime reti il 19 ottobre, realizzando una doppietta, decisiva nel successo per 2-1 sul campo del Pisa in Lega Pro. Chiude la stagione con 32 presenze e 4 reti, arrivando 11º].
Rimane in Toscana anche la stagione successiva, venendo ceduto a titolo definitivo al Pisa, sempre in Lega Pro. Debutta in nerazzurro con gol il 6 settembre 2015, alla prima giornata, giocando titolare nel 2-1 in casa contro il Prato in campionato nel quale realizza il momentaneo 1-0 al 35'. La prima stagione si conclude con il 2º posto dietro alla SPAL e la qualificazione ai play-off, vinti nella finale contro il Foggia. Verna rimane anche in Serie B, dove debutta il 4 settembre 2016, seconda di campionato, ma prima gara giocata dai pisani, giocando tutta la gara vinta per 1-0 in casa con il Novara. La prima rete tra i cadetti arriva il 24 settembre, quando realizza il momentaneo 2-0 al 74' nel successo interno per 2-1 sull'Ascoli. La seconda stagione termina con un 22º e ultimo posto che significa retrocessione in Serie C. In entrambe le stagioni a Pisa risulta il più presente, rispettivamente con 38 e 39 gare giocate, per un totale di 77 presenze e 8 gol.
A inizio agosto 2017 si trasferisce al Carpi, rimanendo a giocare in Serie B, passando agli emiliani in prestito con obbligo di riscatto al verificarsi di alcune condizioni. Debutta in biancorosso il 6 agosto nel 2º turno di Coppa Italia, in casa contro il Livorno, gara vinta per 4-0 nella quale gioca titolare e segna anche una rete, quella del 2-0 al 16'. La prima in campionato la gioca invece il 26 agosto, alla prima giornata, rimanendo in campo tutti i 90 minuti nel successo interno per 1-0 sul Novara. Il primo gol in B con il Carpi lo segna il 12 novembre, pareggiando al 12' la gara casalinga con il Brescia, poi finita 1-1. Chiude la sua esperienza in Emilia con 40 presenze e 4 reti fra i cadetti.
Nell'estate 2018 il Pisa lo cede nuovamente in prestito in Serie B, stavolta al Cosenza; con la maglia dei calabresi scende in campo 7 volte nel corso del girone di andata.
Il 9 gennaio 2019 però chiude anticipatamente il prestito al Cosenza e fa ritorno al Pisa. Dopo avere conquistato la promozione dalla C alla B, il 31 gennaio 2020 viene ceduto in prestito in Serie C alla Ternana.
Il 17 settembre 2020 il Catanzaro annuncia l'ingaggio del centrocampista. Esordisce con i calabresi il 23 settembre nella partita di Coppa Italia vinta per 2-1 contro la Virtus Francavilla. Gioca la prima partita di campionato il 27 settembre seguente nella gara persa per 2-1 in casa del Potenza. Il 7 ottobre, alla sua seconda presenza in campionato, sigla la prima rete con la maglia del Catanzaro decidendo l'incontro con la Paganese vinto per 1-0 dalla propria squadra. Si ripete il 21 febbraio 2021 segnando il gol dell'1-0 nella trasferta in casa del Palermo, partita vinta poi dal Catanzaro per 2-1. Nel 2023 la squadra vince il campionato con cinque giornate d'anticipo, ritornando in Serie B dopo 17 anni.
Nella stagione 2023-2024 contribuisce, con 27 presenze e 3 gol, al raggiungimento da parte dei giallorossi dei play-off di Serie B. Poco dopo il termine della stagione, il 9 giugno 2024, subisce un intervento al menisco del ginocchio sinistro, riuscito perfettamente.
Il 10 luglio 2024 viene acquistato a titolo definitivo dal Catania. Il 17 gennaio 2025 passa invece al Trapani, sempre in terza serie.

## Statistiche

### Presenze nei club
Statistiche aggiornate al 28 aprile 2025.
| Stagione               | Squadra                | Campionato             | Campionato | Campionato | Coppe nazionali | Coppe nazionali | Coppe nazionali | Coppe continentali | Coppe continentali | Coppe continentali | Altre coppe | Altre coppe | Altre coppe | Totale | Totale |
| Stagione               | Squadra                | Comp                   | Pres       | Reti       | Comp            | Pres            | Reti            | Comp               | Pres               | Reti               | Comp        | Pres        | Reti        | Pres   | Reti   |
| ---------------------- | ---------------------- | ---------------------- | ---------- | ---------- | --------------- | --------------- | --------------- | ------------------ | ------------------ | ------------------ | ----------- | ----------- | ----------- | ------ | ------ |
| 2011-2012              | Virtus Lanciano        | 1D                     | 4          | 0          | CI+CI-LP        | 0+4             | 0+1             | -                  | -                  | -                  | -           | -           | -           | 8      | 1      |
| 2012-2013              | Chieti                 | 2D                     | 28+1       | 2          | CI+CI-LP        | 2+1             | 0               | -                  | -                  | -                  | -           | -           | -           | 32     | 2      |
| 2013-gen. 2014         | Virtus Lanciano        | B                      | 0          | 0          | CI              | 0               | 0               | -                  | -                  | -                  | -           | -           | -           | 0      | 0      |
| Totale Virtus Lanciano | Totale Virtus Lanciano | Totale Virtus Lanciano | 4          | 0          |                 | 4               | 1               |                    | -                  | -                  |             | -           | -           | 8      | 1      |
| gen.-giu. 2014         | Chieti                 | 2D                     | 10         | 0          | CI-LP           | -               | -               | -                  | -                  | -                  | -           | -           | -           | 10     | 0      |
| Totale Chieti          | Totale Chieti          | Totale Chieti          | 38+1       | 2          |                 | 3               | 0               |                    | -                  | -                  |             | -           | -           | 42     | 2      |
| ago. 2014-2015         | Grosseto               | LP                     | 32         | 4          | CI-LP           | -               | -               | -                  | -                  | -                  | -           | -           | -           | 32     | 4      |
| 2015-2016              | Pisa                   | LP                     | 31+5       | 6          | CI-LP           | 2               | 0               | -                  | -                  | -                  | -           | -           | -           | 38     | 6      |
| 2016-2017              | Pisa                   | B                      | 37         | 1          | CI              | 2               | 1               | -                  | -                  | -                  | -           | -           | -           | 39     | 2      |
| 2017-2018              | Carpi                  | B                      | 40         | 4          | CI              | 2               | 1               | -                  | -                  | -                  | -           | -           | -           | 42     | 5      |
| ago. 2018              | Pisa                   | C                      | 0          | 0          | CI+CI-C         | 1+0             | 0               | -                  | -                  | -                  | -           | -           | -           | 1      | 0      |
| ago. 2018-gen. 2019    | Cosenza                | B                      | 7          | 0          | CI              | -               | -               | -                  | -                  | -                  | -           | -           | -           | 7      | 0      |
| gen.-giu. 2019         | Pisa                   | C                      | 14+3       | 0          | CI+CI-C         | 0+2             | 0               | -                  | -                  | -                  | -           | -           | -           | 19     | 0      |
| 2019-gen. 2020         | Pisa                   | B                      | 15         | 1          | CI              | 1               | 0               | -                  | -                  | -                  | -           | -           | -           | 16     | 1      |
| Totale Pisa            | Totale Pisa            | Totale Pisa            | 97+8       | 8          |                 | 8               | 1               |                    | -                  | -                  |             | -           | -           | 113    | 9      |
| gen.-giu. 2020         | Ternana                | C                      | 5+4        | 0          | CI-C            | 2               | 0               | -                  | -                  | -                  | -           | -           | -           | 11     | 0      |
| 2020-2021              | Catanzaro              | C                      | 33+2       | 2          | CI              | 3               | 0               | -                  | -                  | -                  | -           | -           | -           | 38     | 2      |
| 2021-2022              | Catanzaro              | C                      | 35+4       | 1          | CI+CI-C         | 2+3             | 1+1             | -                  | -                  | -                  | -           | -           | -           | 44     | 3      |
| 2022-2023              | Catanzaro              | C                      | 35         | 2          | CI+CI-C         | 1+1             | 0               | -                  | -                  | -                  | SC-C        | 2           | 0           | 39     | 2      |
| 2023-2024              | Catanzaro              | B                      | 27+2       | 3          | CI              | 2               | 0               | -                  | -                  | -                  | -           | -           | -           | 31     | 3      |
| Totale Catanzaro       | Totale Catanzaro       | Totale Catanzaro       | 130+8      | 8          |                 | 12              | 2               |                    | -                  | -                  |             | 2           | 0           | 152    | 10     |
| 2024-gen. 2025         | Catania                | C                      | 17         | 1          | CI+CI-C         | 0+1             | 0               | -                  | -                  | -                  | -           | -           | -           | 18     | 1      |
| gen.-giu. 2025         | Trapani                | C                      | 6          | 0          | CI-C            | 1               | 0               |                    | -                  | -                  |             | -           | -           | 7      | 0      |
| Totale carriera        | Totale carriera        | Totale carriera        | 376+21     | 27         |                 | 33              | 5               |                    | -                  | -                  |             | 2           | 0           | 432    | 32     |

## Palmarès

### Club

#### Competizioni nazionali
- Serie C: 1

Catanzaro: 2022-2023 (Girone C)
- Supercoppa Serie C: 1

Catanzaro: 2023